# David di Donatello per la migliore sceneggiatura
Il David di Donatello per la migliore sceneggiatura è stato un premio cinematografico, assegnato annualmente nell'ambito dei David di Donatello a partire dal 1975 fino al 2016, con l'eccezione delle edizioni del 1978, 1979 e 1980.
Dal 2017 questa categoria è stata sostituita dal David di Donatello per la migliore sceneggiatura originale e da quello per la migliore sceneggiatura non originale.

## Vincitori e candidati

### Anni 1970
- 1975: Age & Scarpelli - Romanzo popolare
- 1976: Alberto Bevilacqua e Nino Manfredi - Attenti al buffone
- 1977: Leo Benvenuti e Piero De Bernardi - La stanza del vescovo
- 1978: non assegnato
- 1979: non assegnato

### Anni 1980
- 1980: non assegnato
- 1981
  - Tonino Guerra e Francesco Rosi - Tre fratelli
  - Ruggero Maccari e Ettore Scola - Passione d'amore
  - Massimo Troisi e Anna Pavignano - Ricomincio da tre
- 1982
  - Sergio Amidei e Marco Ferreri - Storie di ordinaria follia
  - Carlo Verdone e Enrico Oldoini - Borotalco
  - Bernardino Zapponi - Piso pisello
- 1983
  - Sergio Amidei e Ettore Scola - Il mondo nuovo
  - Paolo e Vittorio Taviani - La notte di San Lorenzo
  - Gianni Amelio e Vincenzo Cerami - Colpire al cuore
- 1984
  - Federico Fellini e Tonino Guerra - E la nave va
  - Nanni Loy e Elvio Porta - Mi manda Picone
  - Ruggero Maccari, Jean-Claude Penchenat, Furio Scarpelli e Ettore Scola - Ballando ballando
  - Nanni Moretti e Sandro Petraglia - Bianca
- 1985
  - Paolo Taviani, Vittorio Taviani e Tonino Guerra - Kaos
  - Pupi Avati e Antonio Avati - Noi tre
  - Suso Cecchi D'Amico - Uno scandalo perbene
- 1986
  - Leo Benvenuti, Suso Cecchi D'Amico, Piero De Bernardi, Mario Monicelli e Tullio Pinelli - Speriamo che sia femmina
  - Federico Fellini, Tonino Guerra e Tullio Pinelli - Ginger e Fred
  - Nanni Moretti e Sandro Petraglia - La messa è finita
- 1987
  - Ruggero Maccari, Furio Scarpelli e Ettore Scola - La famiglia
  - Pupi Avati e Giovanni Bruzzi - Regalo di Natale
  - Francesco Maselli - Storia d'amore
- 1988
  - Leo Benvenuti, Piero De Bernardi e Carlo Verdone (ex aequo) - Io e mia sorella
  - Bernardo Bertolucci e Mark Peploe (ex aequo) - L'ultimo imperatore
  - Alexandre Adabascian, Nikita Michalkov e Suso Cecchi D'Amico - Oci ciornie
- 1989
  - Francesca Archibugi, Gloria Malatesta e Claudia Sbarigia - Mignon è partita
  - Leo Benvenuti, Piero De Bernardi e Carlo Verdone - Compagni di scuola
  - Ermanno Olmi e Tullio Kezich - La leggenda del santo bevitore

### Anni 1990
- 1990
  - Pupi Avati - Storia di ragazzi e di ragazze
  - Nanni Moretti - Palombella rossa
  - Suso Cecchi D'Amico e Tonino Guerra - Il male oscuro
  - Gianni Amelio, Vincenzo Cerami e Alessandro Sermoneta - Porte aperte
  - Nanni Loy e Elvio Porta - Scugnizzi
- 1991
  - Sandro Petraglia, Stefano Rulli e Daniele Luchetti (ex aequo) - Il portaborse
  - Maurizio Nichetti e Guido Manuli (ex aequo) - Volere volare
  - Liliane Betti, Marco Ferreri e Antonino Marino - La casa del sorriso
  - Enzo Monteleone - Mediterraneo
  - Filippo Ascione, Umberto Marino e Sergio Rubini - La stazione
- 1992
  - Carlo Verdone e Francesca Marciano - Maledetto il giorno che t'ho incontrato
  - Gianni Amelio, Sandro Petraglia e Stefano Rulli - Il ladro di bambini
  - Carmine Amoroso, Suso Cecchi D'Amico, Piero De Bernardi e Mario Monicelli - Parenti serpenti
  - Sandro Petraglia, Andrea Purgatori e Stefano Rulli - Il muro di gomma
- 1993
  - Francesca Archibugi - Il grande cocomero
  - Graziano Diana e Simona Izzo - La scorta
  - Roberto Faenza e Filippo Ottoni - Jona che visse nella balena
- 1994
  - Ugo Chiti e Giovanni Veronesi - Per amore, solo per amore
  - Francesca Marciano e Carlo Verdone - Perdiamoci di vista
  - Nanni Moretti - Caro diario
- 1995
  - Alessandro D'Alatri (ex aequo) - Senza pelle
  - Luigi Magni e Carla Vistarini (ex aequo) - Nemici d'infanzia
  - Alessandro Benvenuti, Ugo Chiti e Nicola Zavagli - Belle al bar
- 1996
  - Furio Scarpelli, Ugo Pirro e Carlo Lizzani - Celluloide
  - Francesco Bruni e Paolo Virzì - Ferie d'agosto
  - Fabio Rinaudo e Giuseppe Tornatore - L'uomo delle stelle
- 1997
  - Fabio Carpi - Nel profondo paese straniero
  - Marco Bechis, Umberto Cantarello, Lara Fremder, Gigi Riva e Maurizio Zaccaro - Il carniere
  - Pino Cacucci, Gloria Corica e Gabriele Salvatores - Nirvana
  - Sandro Petraglia, Francesco Rosi e Stefano Rulli - La tregua
  - Leonardo Pieraccioni e Giovanni Veronesi - Il ciclone
- 1998
  - Vincenzo Cerami e Roberto Benigni - La vita è bella
  - Mimmo Calopresti - La parola amore esiste
  - Paolo Virzì - Ovosodo
- 1999
  - Giuseppe Piccioni, Gualtiero Rosella e Lucia Zei - Fuori dal mondo
  - Cristina Comencini - Matrimoni
  - Giuseppe Tornatore - La leggenda del pianista sull'oceano

### Anni 2000
- 2000
  - Doriana Leondeff e Silvio Soldini - Pane e tulipani
  - Marco Bechis e Lara Fremder - Garage Olimpo
  - Simona Izzo e Ricky Tognazzi - Canone inverso - Making Love
- 2001
  - Claudio Fava, Monica Zapelli e Marco Tullio Giordana - I cento passi
  - Linda Ferri, Nanni Moretti, Heidrun Schleef - La stanza del figlio
  - Gabriele Muccino - L'ultimo bacio
- 2002
  - Ermanno Olmi - Il mestiere delle armi
  - Doriana Leondeff e Silvio Soldini - Brucio nel vento
  - Paolo Sorrentino - L'uomo in più
- 2003
  - Matteo Garrone, Massimo Gaudioso e Ugo Chiti - L'imbalsamatore
  - Gabriele Muccino e Heidrun Schleef - Ricordati di me
  - Anna Pavignano e Alessandro D'Alatri - Casomai
  - Gianni Romoli e Ferzan Özpetek - La finestra di fronte
  - Piero De Bernardi, Pasquale Plastino, Fiamma Satta e Carlo Verdone - Ma che colpa abbiamo noi
  - Marco Bellocchio - L'ora di religione
- 2004
  - Sandro Petraglia e Stefano Rulli - La meglio gioventù
  - Marco Bellocchio - Buongiorno, notte
  - Francesco Bruni e Paolo Virzì - Caterina va in città
  - Giovanni Veronesi e Silvio Muccino - Che ne sarà di noi
  - Margaret Mazzantini e Sergio Castellitto - Non ti muovere
- 2005
  - Paolo Sorrentino - Le conseguenze dell'amore
  - Gianni Amelio, Sandro Petraglia e Stefano Rulli - Le chiavi di casa
  - Gianni Romoli e Ferzan Özpetek - Cuore sacro
  - Davide Ferrario - Dopo mezzanotte
  - Ugo Chiti, Giovanni Veronesi - Manuale d'amore
- 2006
  - Stefano Rulli, Sandro Petraglia, Giancarlo De Cataldo con la collaborazione di Michele Placido - Romanzo criminale
  - Nanni Moretti, Francesco Piccolo, Federica Pontremoli - Il caimano
  - Silvio Muccino, Pasquale Plastino, Silvia Ranfagni e Carlo Verdone - Il mio miglior nemico
  - Fausto Brizzi, Massimiliano Bruno, Marco Martani - Notte prima degli esami
  - Angelo Pasquini, Carla Cavalluzzi, Sergio Rubini - La terra
- 2007
  - Daniele Luchetti, Sandro Petraglia, Stefano Rulli - Mio fratello è figlio unico
  - Linda Ferri, Francesco Giammusso, Kim Rossi Stuart, Federico Starnone - Anche libero va bene
  - Emanuele Crialese - Nuovomondo
  - Giuseppe Tornatore - La sconosciuta
  - Ermanno Olmi - Centochiodi
- 2008
  - Sandro Petraglia - La ragazza del lago
  - Nanni Moretti, Laura Paolucci, Francesco Piccolo - Caos calmo
  - Doriana Leondeff, Francesco Piccolo, Federica Pontremoli, Silvio Soldini - Giorni e nuvole
  - Doriana Leondeff, Carlo Mazzacurati, Marco Pettenello, Claudio Piersanti - La giusta distanza
  - Giorgio Diritti, Fredo Valla - Il vento fa il suo giro
- 2009
  - Maurizio Braucci, Ugo Chiti, Gianni Di Gregorio, Matteo Garrone, Massimo Gaudioso e Roberto Saviano - Gomorra
  - Paolo Sorrentino - Il divo
  - Fausto Brizzi, Marco Martani, Massimiliano Bruno - Ex
  - Fabio Bonifacci, Giulio Manfredonia - Si può fare
  - Francesco Bruni, Paolo Virzì - Tutta la vita davanti

### Anni 2010
- 2010
  - Francesco Bruni, Francesco Piccolo e Paolo Virzì - La prima cosa bella
  - Jim Carrington, Andrea Purgatori, Marco Risi e Maurizio Cerino - Fortapàsc
  - Giorgio Diritti, Giovanni Galavotti e Tania Pedroni - L'uomo che verrà
  - Ivan Cotroneo e Ferzan Özpetek - Mine vaganti
  - Marco Bellocchio e Daniela Ceselli - Vincere
- 2011
  - Mario Martone e Giancarlo De Cataldo - Noi credevamo
  - Rocco Papaleo e Valter Lupo - Basilicata coast to coast
  - Paolo Genovese - Immaturi
  - Sandro Petraglia, Stefano Rulli e Daniele Luchetti - La nostra vita
  - Filippo Gravino, Guido Iuculano e Claudio Cupellini - Una vita tranquilla
- 2012
  - Paolo Sorrentino e Umberto Contarello - This Must Be the Place
  - Paolo e Vittorio Taviani con la collaborazione di Fabio Cavalli - Cesare deve morire
  - Nanni Moretti, Francesco Piccolo e Federica Pontremoli - Habemus Papam
  - Marco Tullio Giordana, Sandro Petraglia e Stefano Rulli - Romanzo di una strage
  - Francesco Bruni - Scialla! (Stai sereno)
- 2013
  - Roberto Andò e Angelo Pasquini - Viva la libertà
  - Niccolò Ammaniti, Umberto Contarello, Francesca Marciano e Bernardo Bertolucci - Io e te
  - Giuseppe Tornatore - La migliore offerta
  - Maurizio Braucci, Ugo Chiti, Matteo Garrone e Massimo Gaudioso - Reality
  - Ivan Cotroneo, Francesca Marciano e Maria Sole Tognazzi - Viaggio sola
- 2014
  - Francesco Piccolo, Francesco Bruni e Paolo Virzì - Il capitale umano
  - Paolo Sorrentino e Umberto Contarello - La grande bellezza
  - Michele Astori, Pierfrancesco Diliberto e Marco Martani - La mafia uccide solo d'estate
  - Francesca Marciano, Valia Santella e Valeria Golino - Miele
  - Valerio Attanasio, Andrea Garello e Sydney Sibilia - Smetto quando voglio
- 2015
  - Francesco Munzi, Fabrizio Ruggirello (postumo), Maurizio Braucci - Anime nere
  - Saverio Costanzo - Hungry Hearts
  - Mario Martone e Ippolita Di Majo - Il giovane favoloso
  - Edoardo Leo e Marco Bonini - Noi e la Giulia
  - Nanni Moretti, Francesco Piccolo e Valia Santella - Mia madre
- 2016
  - Paolo Genovese, Filippo Bologna, Paolo Costella, Paola Mammini e Rolando Ravello - Perfetti sconosciuti
  - Matteo Garrone, Edoardo Albinati, Ugo Chiti e Massimo Gaudioso - Il racconto dei racconti - Tale of Tales
  - Nicola Guaglianone e Menotti - Lo chiamavano Jeeg Robot
  - Claudio Caligari, Francesca Serafini e Giordano Meacci - Non essere cattivo
  - Paolo Sorrentino - Youth - La giovinezza